# سیارک ۱۹۵۱۷
سیارک ۱۹۵۱۷ (به انگلیسی: 19517 Robertocarlos، نامگذاری:1998SK164) نوزده هزار و پانصد و هفدهمین سیارک کشف شده‌است که در ۱۸ سپتامبر ۱۹۹۸ کشف شد.
قدر مطلق سیارک برابر ۳۳.۸ است.